# Новопокровское (Нижний Новгород)
Новопокро́вское — деревня в составе городского округа г. Нижнего Новгорода. Административно относится к Советскому району города Нижнего Новгорода.
Ранее входила в состав Афонинского сельсовета Кстовского района, прежний код ОКАТО 22 237 804 006.

## История
Первые упоминания пустоши Грабилово фиксируются в источниках 1599 года. На тот момент уже не менее 10 лет она принадлежала Матвею Леонтьеву сыну Жердинскому на правах поместья. К 1621—1623 годам здесь был выстроен двор владельца, и Грабилово стало зваться сельцом.
К началу XIX века более распространённым названием становится Грабиловка. В это время село относилось к населённым пунктам городской округи, расположенным между Арзамасским и Казанским трактами и считалось, например, краеведом А. П. Мельниковым ближайшими окрестностями Нижнего Новгорода.
В списке населённых пунктов Нижегородской губернии 1925 года деревня фигурирует уже под названием Новопокровское. Более точная дата переименования неизвестна.
22 декабря 2005 года деревня была включена в состав городского округа города Нижний Новгород, присоединившись к Советскому району.

## Население
| 2002 | 2010 |
| ---- | ---- |
| 373  | ↗426 |

## Селище
На территории деревни располагается объект археологического наследия «Селище Новопокровское». Селище исследовано слабо. Первые раскопки проведены в 1994—1995 годах Н. Н. Грибовым, в ходе которых селище было датировано XIII — началом XV веками. Площадка селища имеет площадь около 6000 м² и занимает площадку размерами 70×100 м.
В 2017 году Д. Ю. Ефремовой были разбиты два шурфа, выявивших культурные напластования XII—XIV веков и XIV—XVII веков, а также более поздних отложений XVIII—XIX веков. Культурный слой переотложенного серо-коричневого суглинка составил от 21 до 27 см. Верхний горизонт оказался переотложен при отпашке.
При раскопке были обнаружены фрагменты сероглиняной грубой керамики (русская средневековая керамика XII—XIV веков, выполненная из красножгущейся глины), белоглиняной гладкой керамики XVII—XVIII веков, красноглиняной керамики с прозрачной поливой XIX—XX веков.
«Селище Новопокровское» является объектом культурного наследия федерального значения.